# ルーカス批判
ルーカス批判（ルーカスひはん、英: Lucas critique）は、ロバート・ルーカスのマクロ経済の政策決定に関する論文にちなんで名付けられたものであり、経済政策を変化させることによる効果の予測を全面的に過去のデータ、特に集合体データで観測された関係性に基づいて行うことは現実的でないと論ずるものである。または、期待（または経済法則）が自己言及性を持つのだという指摘だと言うこともできる。

## ルーカスの論文について
基礎的なアイディアはルーカスの業績に先んじていた。関連するものにキャンベルの法則やグッドハートの法則がある。しかし、1976年の論文で、ルーカスは自身のシンプルな見解が「大規模マクロ計量モデルの結論を基にした政策提言」の効果を否定するという結論に至った。これは、マクロ計量モデルのパラメータが構造的でないためであり、言い換えれば、マクロ計量モデルにおける政策は不変ではないなら、政策（ゲームのルール）が変わったときは常にパラメータも変化しなくてはいけないはずだということである。このため、これら従来のマクロ計量モデルに基づく政策的結論は潜在的にミスリードである。この批判により、従来広く使われていた、動的経済理論の基礎を欠く大規模マクロ計量モデルに疑問が呈せられることとなった。ルーカスはこの批判を次のように要約した。
計量経済モデルの構造が経済主体の最適な決定法則によって成り立っているとし、さらにその最適な決定法則が、意思決定者に関連する連続した構造の変化に伴って変化するとすれば政策におけるあらゆる変化が計量経済モデルを構造的に変化させてしまうことになる。
"Given that the structure of an econometric model consists of optimal decision rules of economic agents, and that optimal decision rules vary systematically with changes in the structure of series relevant to the decision maker, it follows that any change in policy will systematically alter the structure of econometric models."
例えば、「インフレは家計の名目賃金を増やすので、家計に賃金が増え豊かになったという錯覚を覚えさせ、消費を増やす」という経済法則があったとする。ここで政府が景気を良くするためにこの法則を基にインフレを起こしたとしても、もし家計がこの経済法則を理解しており、さらに合理的に行動しようとするならば、政府の意図とは逆に家計はインフレによる物価高に備え消費を減らすだろう。これにより、「インフレは消費を増やす」という経済法則が成り立たなくなってしまうのである。
ルーカスの批判は本質的にはネガティブな結果である。ルーカスの批判は経済学者に対して、主にどのように経済分析をするべきでないかを教えるものである。ルーカスの批判は、もし我々が政策実験の結果を予測したいのであれば、我々は、「個人（individual）」の行動を支配すると推測されるディープパラメータ（特に選好、技術、資本制約に関わるもの）、つまりミクロ的基礎づけをモデルに組み入れるべきであることを示唆する。もしこのようなミクロ的基礎づけのあるモデルが観測された経験的な規則性を説明できるのであれば、政策の変化を考慮に入れた個人が何をするのかを予測することができ、これら個人の決定を集合させることによって、政策を変化させたときのマクロ経済の影響を計算することが可能となる。
ルーカスの件の論文の発表からまもなくして、フィン・キドランドとエドワード・プレスコットは「裁量でなくルールー最適政策の(時間)非整合性」という論文を発表した。この論文で彼らは短期利益が期待の変化を通じて将来において打ち消される一般的構造を説明しただけでなく、 時間整合性(time consistency)がいかにこのような事例を克服しうるかをも説明した。キドランドとプレスコットの論文およびその後に続いた研究は動的で数量的な経済学の分野を新たに切り開くこととなった。

## 具体例
（ミクロ的基礎づけの提案とは別に）ルーカス批判の重要な応用のひとつは、過去のデータに見られるインフレと失業の負の相関性（フィリップス曲線として知られる）を、もし金融当局が試みるならば、破ることができるという示唆である。恒常的に失業率を減少させるであろうという期待のもとに恒常的に上昇するインフレは最終的に企業のインフレ予想の上昇につながり、企業の雇用の意思決定を変化させる。言い換えれば、20世紀前半の金融政策の下で高いインフレが低い失業率と関連していただけでは、他のあらゆる金融政策の枠組みの下でインフレが高くなることがすなわち低い失業率につながるということにはならない。 
非常にシンプルな例を挙げる。連邦金塊保管庫が過去に強盗されたことはない。しかしながら、だからといって警備員を置かなくてよいということにはならない。なぜなら連邦金塊保管庫を強盗しないことに対するインセンティブは警備員の存在によって左右されるものだからである。言い換えれば、今日連邦金塊保管庫を厳重に守る警備員の存在によって、犯罪者は強盗が成功するように思えないので、強盗をしようとは思わないと言える。しかしながら、警備員を配置するのを全くやめてしまうような警備方針の変化があったとすると、犯罪者は連邦金塊保管庫強盗のコスト・利益の再評価をすることになる。このように、現状の方針の下で現在まで連邦金塊保管庫に強盗がないからといって、同じ事態がすべての方針の下でも期待できるとは言えないのである。

## 発展資料
- Favero, Carlo; Hendry, David F. (1992). “Testing the Lucas Critique: A Review”. Econometric Reviews 11 (3):  265–306. doi:10.1080/07474939208800238.
- Hoover, Kevin D. (1988). “The Lucas Critique”. The New Classical Macroeconomics. Oxford: Basil Blackwell. pp. 185–192. ISBN 0-631-14605-9
- Marschak, Jacob (1953). “Econometric Measurements for Policy and Prediction”. In Wood, W. C.; Koopmans, T. C.. Studies in Econometric Methods. New York: John Wiley & Sons
- Sargent, Thomas (1996). “Expectations and the Nonneutrality of Lucas”. Journal of Monetary Economics 37 (3):  535–548. doi:10.1016/0304-3932(96)01256-1.
- Tesfatsion, Leigh (2010). Notes on the Lucas Critique, Time Inconsistency, and Related Issues.